# Equazione della corda vibrante
L'equazione della corda vibrante è il caso unidimensionale dell'equazione delle onde, ed è usata per descrivere il fenomeno della corda vibrante. L'equazione per le vibrazioni libere della corda (equazione omogenea) è:
{\displaystyle {\frac {\partial ^{2}u}{\partial t^{2}}}-a^{2}{\frac {\partial ^{2}u}{\partial x^{2}}}=0}
mentre l'equazione per le corde vibranti forzate (o trasversali) è:
{\displaystyle {\frac {\partial ^{2}u}{\partial t^{2}}}-a^{2}{\frac {\partial ^{2}u}{\partial x^{2}}}=f}
In generale la soluzione dipende da due condizioni iniziali:
{\displaystyle u(x,t=0)=w_{1}}
{\displaystyle {\frac {\partial u}{\partial t}}(x,t=0)=w_{2}}
che in caso di corda infinita devono essere condizioni definite in tutto {\displaystyle (-\infty ,+\infty )}. Nel caso la corda sia finita e di lunghezza {\displaystyle l}, si devono invece imporre le ulteriori condizioni sulla variabile {\displaystyle x}:
{\displaystyle u(x=0,t)=0}
{\displaystyle u(x=l,t)=0}

## Soluzione di D'Alembert
La soluzione di D'Alembert consiste nella sostituzione:
{\displaystyle {\begin{cases}X=x-at\\Y=x+at\end{cases}}}
L'equazione omogenea si trasforma di conseguenza; derivando una prima volta:
{\displaystyle {\begin{cases}{\frac {\partial u}{\partial x}}={\frac {\partial u}{\partial X}}+{\frac {\partial u}{\partial Y}}\\{\frac {\partial u}{\partial t}}=a\cdot \left({\frac {\partial u}{\partial Y}}-{\frac {\partial u}{\partial X}}\right)\end{cases}}}
e derivando una seconda volta:
{\displaystyle {\begin{cases}{\frac {\partial ^{2}u}{\partial x^{2}}}={\frac {\partial ^{2}u}{\partial X^{2}}}+2\cdot {\frac {\partial ^{2}u}{\partial X\partial Y}}+{\frac {\partial ^{2}u}{\partial Y^{2}}}\\{\frac {\partial ^{2}u}{\partial t^{2}}}=a^{2}\cdot \left({\frac {\partial ^{2}u}{\partial X^{2}}}-2\cdot {\frac {\partial ^{2}u}{\partial X\partial Y}}+{\frac {\partial ^{2}u}{\partial Y^{2}}}\right)\end{cases}}}
Dunque:
{\displaystyle {\frac {\partial ^{2}u}{\partial X\partial Y}}=0}
la cui soluzione generale è data da:
{\displaystyle u(X,Y)=g_{1}(X)+g_{2}(Y)=u(x,t)=g_{1}(x-at)+g_{2}(x+at)}
Si determinano le due funzioni generiche {\displaystyle g_{1}} e {\displaystyle g_{2}} imponendo le condizioni iniziali:
{\displaystyle {\begin{cases}u=g_{1}(x)+g_{2}(x)=w_{1}\\{\frac {\partial u}{\partial t}}=a\cdot \left(-g_{1}^{'}(x-at)+g_{2}^{'}(x+at)\right)=w_{2}\end{cases}}}
da cui si ha:
{\displaystyle {\begin{cases}g_{1}(x)+g_{2}(x)=w_{1}\\-g_{1}^{'}(x)+g_{2}^{'}(x)={\frac {w_{2}}{a}}\end{cases}}}
Si può integrare la seconda del sistema (cambiando segno):
{\displaystyle g_{1}(x)-g_{2}(x)=-{\frac {1}{a}}\int _{0}^{x}w_{2}(z)dz+C}
nella quale si impone {\displaystyle C=0}. Dal sistema:
{\displaystyle {\begin{cases}g_{1}(x)+g_{2}(x)=w_{1}\\g_{1}(x)-g_{2}(x)=-{\frac {1}{a}}\int _{0}^{x}w_{2}(z)dz\end{cases}}}
che diventa:
{\displaystyle {\begin{cases}g_{1}(x)={\frac {1}{2}}w_{1}-{\frac {1}{2a}}\cdot \int _{0}^{x}w_{2}(z)dz\\g_{2}(x)={\frac {1}{2}}w_{1}+{\frac {1}{2a}}\cdot \int _{0}^{x}w_{2}(z)dz\end{cases}}}
si ha la soluzione dell'equazione vibrante libera:
{\displaystyle u(x,t)={\frac {w_{1}(x-at)+w_{1}(x+at)}{2}}+{\frac {1}{2a}}\cdot \int _{x-at}^{x+at}w_{2}(z)dz}

### Casi particolari
- Nel caso le condizioni iniziali siano:

{\displaystyle {\begin{cases}u(x,t=0)=w_{1}\\{\frac {\partial u}{\partial t}}(x,t=0)=w_{2}=0\end{cases}}}
la soluzione diventa:
{\displaystyle u(x,t)={\frac {w_{1}(x-at)+w_{1}(x+at)}{2}}}
- Nel caso le condizioni iniziali siano:

{\displaystyle {\begin{cases}u(x,t=0)=w_{1}=0\\{\frac {\partial u}{\partial t}}(x,t=0)=w_{2}\end{cases}}}
la nostra soluzione diventa:
{\displaystyle u(x,t)={\frac {1}{2a}}\cdot \int _{x-at}^{x+at}w_{2}(z)dz}

## Metodo di Fourier
Nel caso di una corda di lunghezza finita di lunghezza {\displaystyle l}, con le condizioni aggiuntive ai limiti, è intuitivo usare il metodo di separazione delle variabili o "metodo di Fourier". Consiste nella ricerca di una soluzione particolare dell'equazione omogenea del tipo:
{\displaystyle u=T(t)\cdot X(x)}
cioè con il prodotto di due termini, di cui uno dipendente solo dalla variabile {\displaystyle x} e l'altro solo dalla variabile {\displaystyle t}. Sostituendo nell'equazione omogenea e derivando due volte si ottiene:
{\displaystyle X(x)\cdot T''(t)=a^{2}\cdot T(t)\cdot X''(x)}
da cui:
{\displaystyle {\frac {T''(t)}{a^{2}\cdot T(t)}}={\frac {X''(x)}{X(x)}}}
Affinché sussista la disuguaglianza, entrambi i membri devono essere uguali alla stessa costante:
{\displaystyle {\frac {T''(t)}{a^{2}\cdot T(t)}}={\frac {X''(x)}{X(x)}}=-K^{2}}
dalla quale si ottengono due equazioni in una sola variabile:
{\displaystyle {\begin{cases}X''(x)+K^{2}\cdot X(x)=0\qquad K\neq 0\\T''(t)+a^{2}\cdot K^{2}\cdot T(t)=0\qquad K\neq 0\end{cases}}}
Le soluzioni di queste equazioni sono del tipo:
{\displaystyle {\begin{cases}X(x)=A\cos(Kx)+B\sin(Kx)\\T(t)=C\cos(aKt)+D\sin(aKt)\end{cases}}}
Dunque la soluzione generale dell'equazione omogenea diverrebbe:
{\displaystyle u=\left[A\cos(Kx)+B\sin(Kx)\right]\cdot \left[C\cos(aKt)+D\sin(aKt)\right]}.
I coefficienti {\displaystyle A} e {\displaystyle B} si calcolano imponendo le condizioni ai limiti:
{\displaystyle {\begin{cases}X(x=0)=A\cdot 1+B\cdot 0=0\\X(x=l)=A\cos(Kl)+B\sin(Kl)=0\end{cases}}}
da cui:
{\displaystyle {\begin{cases}A=0\\B\sin(Kl)=0\qquad B\neq 0\end{cases}}}
e quindi:
{\displaystyle K=\pm {\frac {n\pi }{l}}}
La soluzione negativa è identica a quella positiva, per cui si considera solo quella positiva. Sapendo che la soluzione è:
{\displaystyle u=\left[C\cos(aKt)+D\sin(aKt)\right]\cdot \sin(Kx)}.
dal momento che si tratta di una soluzione anche tutte le somme sono soluzioni; dunque si può scegliere {\displaystyle K=n\pi /l} e sommare:
{\displaystyle u=\sum _{n=1}^{\infty }\left[C_{n}\cos \left({\frac {n\pi at}{l}}\right)+D_{n}\sin \left({\frac {n\pi at}{l}}\right)\right]\cdot \sin \left({\frac {n\pi x}{l}}\right)}
Ora si possono trovare i coefficienti {\displaystyle C_{n}} e {\displaystyle D_{n}} in modo da soddisfare le condizioni iniziali. Derivando quest'ultima rispetto a {\displaystyle t} e imponendo {\displaystyle t=0} si ottiene:
{\displaystyle w_{1}=\sum _{n=1}^{\infty }C_{n}\sin {\frac {n\pi x}{l}}\qquad w_{2}=\sum _{n=1}^{\infty }{\frac {n\pi a}{l}}\cdot D_{n}\sin {\frac {n\pi x}{l}}}
che sono gli sviluppi in serie di Fourier delle {\displaystyle w_{1},w_{2}} in serie di seni in {\displaystyle [0,l]}. In definitiva:
{\displaystyle C_{n}={\frac {2}{l}}\int _{0}^{l}w_{1}\sin {\frac {n\pi z}{l}}dz\qquad D_{n}={\frac {2}{n\pi a}}\int _{0}^{l}w_{2}\sin {\frac {n\pi z}{l}}dz}
che sostituiti forniscono la soluzione:
{\displaystyle u=\sum _{n=1}^{\infty }\left[\left({\frac {2}{l}}\int _{0}^{l}w_{1}\sin {\frac {n\pi z}{l}}dz\right)\cos \left({\frac {n\pi at}{l}}\right)+\left({\frac {2}{n\pi a}}\int _{0}^{l}w_{2}\sin {\frac {n\pi z}{l}}dz\right)\sin \left({\frac {n\pi at}{l}}\right)\right]\cdot \sin \left({\frac {n\pi x}{l}}\right)}